# Сельское поселение «Усть-Начинское»
Се́льское поселе́ние «Усть-Начинское» — муниципальное образование в Сретенском районе Забайкальского края Российской Федерации.
Административный центр — село Усть-Начин.

## История
Статус и границы сельского поселения установлены Законом Читинской области от 19 мая 2004 года «Об установлении границ, наименований вновь образованных муниципальных образований и наделении их статусом сельского, городского поселения в Читинской области».

## Население
| 2010 | 2011 | 2012 | 2013 | 2014 | 2015 | 2016 |
| ---- | ---- | ---- | ---- | ---- | ---- | ---- |
| 118  | ↘117 | ↗119 | →119 | ↘116 | ↘110 | ↘107 |
| 2017 | 2018 | 2019 | 2020 | 2021 |      |      |
| ↘100 | ↘98  | ↘97  | ↘90  | ↘55  |      |      |

## Состав сельского поселения
| № | Населённый пункт | Тип населённого пункта       | Население |
| - | ---------------- | ---------------------------- | --------- |
| 1 | Усть-Начин       | село, административный центр | ↘55       |